# Middlesbrough Football Club
El Middlesbrough Football Club es un club de fútbol profesional con sede en la ciudad inglesa de Middlesbrough que compite en la Sky Bet League One . Formó parte de la primera edición de la Premier League en 1992.
Fundado en 1876, desde agosto de 1995 disputa sus partidos como local en el Estadio de Riverside, con un aforo de 33 931 espectadores, siendo su tercer estadio tras convertirse en profesional en 1889.
Los rivales principales del club son Newcastle United, Sunderland AFC y Leeds United AFC. Aunque sus rivales más cercanos son el Hartlepool United y Darlington FC, estos dos clubes pasaron la mayoría de sus historias en las ligas tercera y cuarta, por lo que los partidos con ellos son infrecuentes.
Sin embargo las raras ocasiones en que los equipos se enfrentaron, fueron muy intensos y con encuentros violentos entre las hinchadas.
La mejor posición del club en la liga hasta la fecha es tercero en la temporada 1913-14. Y ha pasado solamente dos temporadas fuera de las dos divisiones principales.
El club estuvo cerca de desaparecer en 1986 después de atravesar severas dificultades financieras. Un miembro del consejo salvó al club y lo condujo entonces. No es otro que el presidente actual Steve Gibson.
El Boro ganó su primer trofeo después de 128 años cuando venció al Bolton Wanderers en la final de la Football League Cup en 2004.
El color tradicional del uniforme del club es rojo con blanco. Además tuvo varios escudos a través de la historia, el más reciente fue adoptado en mayo de 2007 y fue incorporado un león.
En la temporada 2015/16 el histórico club inglés volvió a la Premier League tras 8 años en la Football League Championship de la mano del entrenador español Aitor Karanka.
El 23 de junio de 2020 Neil Warnock sustituyó a Jonathan Woodgate al mando del equipo, debido a una mala racha de resultados que les acercaba al descenso.

## Historia
El Middlesbrough FC fue fundado en 1876 por miembros del Middlesbrough Cricket. El equipo también es conocido en Inglaterra con el nombre de The Boro.
Los jugadores del equipo de Middlesbrough Cricket formaron el club de fútbol originalmente para permanecer en buena forma durante el invierno. Ganaron la FA Amateur Cup en 1895 y nuevamente en 1898. El club se volvió profesional en 1889, pero se declaró otra vez “Amateur” en 1892. Regresando a ser profesional definitivamente en 1899. Después de tres temporadas, ganaron la promoción a la primera división, donde permanecerían por los siguientes 22 años.
En 1903 el club se trasladó al estadio de Ayresome Park, su hogar por los siguientes 92 años. En 1905 el club pagó £1000 por el traspaso del jugador Alf Common desde Sunderland (para ese tiempo un récord en el fútbol inglés).
Durante los siguientes años, creció notablemente, llegando al sexto lugar en 1907-08. El club alcanzó la mejor posición de su historia al terminar tercero en la temporada 1913-14. El futuro era brillante pero llegó la Primera Guerra Mundial y el fútbol fue suspendido. 
Antes de que el fútbol competitivo regresara, el Boro ganó la Northern Victory League, pero el equipo no podía mantener su forma anterior y acabó la temporada 1919-20 en mitad de tabla. Se mantuvo en la primera división hasta que en la temporada 1923-24, descendió tras acabar en el fondo, diez puntos por detrás de sus rivales más cercanos.
Tres temporadas después, ellos ganaron el título de la segunda división. Durante esa temporada, el delantero George Camsell proveniente del equipo no profesional Durham City, hizo su debut después de haber firmado. Camsell acabó la temporada con 59 goles, que incluyeron nueve “hat tricks”. Fue un récord para la liga inglesa siendo solo superado en la siguiente temporada por el jugador Dixie Dean del Everton, quien marcó 60 goles (un récord que se mantiene hasta la actualidad). Camsell continuaría siendo el mayor goleador del club durante las siguientes diez temporadas.
El Middlesbrough solo se quedó en la primera división por una temporada y descendió. El equipo ascendió una vez más en la temporada 1928-29 después de ganar otro título de la segunda división. El Boro entonces permanecería en la primera división hasta 1954.
La década anterior a la Segunda Guerra Mundial, el club vio el surgimiento de dos de sus grandes leyendas, Wilf Mannion y George Hardwick, quienes son conmemorados con unas estatuas fuera del Riverside Stadium.
El mediocampista Wilf Mannion hizo su debut el 17 de septiembre de 1936 con 18 años. Él jugó para el Boro hasta 1954, marcando 110 goles en 368 partidos. También vistió la camiseta de la selección inglesa en 26 ocasiones. Anotó un “hat trick” en su debut con la misma, sumando un total de 11 goles para Inglaterra.
George Hardwick jugó como defensor por la izquierda para Middlesbrough y también fue miembro de la selección inglesa, jugando 12 partidos con la misma.
Hardwick fue el primer capitán de la selección inglesa tras la Segunda Guerra Mundial, además de ser el capitán del equipo de Gran Bretaña (la única vez que las naciones de Gran Bretaña se unieron para formar un equipo). 
Los aficionados del Middlesbrough le tienen un gran respeto y cariño, y es considerado como el defensor más grande de la historia del club.
Mannion, Hardwick y Camsell formaron parte de unos de los mejores equipos de Middlesbrough. Y el equipo terminó la temporada 1938-39 en la cuarta plaza. Parecía que el Boro pelearía el título la siguiente temporada, pero una vez más la guerra intervino y cuando empezó la Segunda Guerra Mundial, el fútbol fue suspendido.
Después de la guerra, el club no pudo recuperar su mejor forma y andaba por mitad de tabla y quedaba tempranamente fuera de la Copa Inglesa. El equipo comenzó una mala etapa y descendió a la segunda división al final de la temporada 1953-54. Este fue el comienzo de un período de 20 años fuera de la primera división, pero también vio la aparición de uno de los mejores delanteros en la historia del club, que en los años siguientes continuó su carrera como entrenador, siendo una de los míticas leyendas del fútbol inglés. Se llamó Brian Clough y marcó 204 goles en 222 partidos para el Boro, antes de pasar al club rival de Sunderland.
Durante este período, el Boro tuvo un progreso notable en la segunda división pero nunca fue un competidor serio para la promoción. Después de terminar en el cuarto puesto al final de la temporada 1962-63, empezó un declive que concluyó con el descenso a la tercera división por primera vez en su historia al final de la temporada 1965-66.
En el verano de 1966, el Ayresome Park fue anfitrión de tres partidos del Mundial de Inglaterra '66. Se disputaron los siguientes encuentros: Corea del Norte vs Rusia, Corea del Norte vs Chile, y la victoria de Corea del Norte sobre Italia. 
Stan Anderson fue nombrado nuevo entrenador del Middlesbrough y uno de los primeros traspasos bajo su mando se volvió una leyenda del Boro. Compraron a John Hickton proveniente del Sheffield Wednesday y comenzó jugando como defensor por izquierda. Sin embargo, la sequía goleadora del equipo llevó a que él ocupara la posición de delantero con resultados espectaculares. Hickton anotó 21 goles en 52 partidos, y sumó en total 185 goles en 458 partidos para el Middlesbrough.
El Boro volvió a la segunda división en su primer intento. Y en la segunda división bajo el mando de Stan Anderson, el club no bajaría de la novena posición durante las siguientes ocho temporadas.
A pesar de que la promoción a la primera división fue evasiva, Anderson dejó su marca en el club contratando a algunos de los mejores jugadores de los años 70 como John Craggs, Graeme Souness, Stuart Boam, Willie Maddren, David Mills, Jim Platt y David Armstrong.
Se había formado un gran equipo pero Anderson se despidió del Boro tras una sorpresiva derrota ante el Plymouth Argyle en la FA Cup de 1973.
El Middlesbrough nombró como nuevo entrenador a Jack Charlton. Uno de los campeones del Mundial '66 con Inglaterra. "Big Jack", que se había retirado como jugador con Leeds United, anunció que él permanecería apenas cuatro temporadas.
Charlton contrató a Bobby Murdoch del Glasgow Celtic y él fue el pieza que faltaba en el rompecabezas. El Boro se consagró campeón de la liga el 23 de marzo, acabando con 65 puntos (un récord de la liga).
En la Primera división, el Middlesbrough continuó con su buen momento y acabó la temporada en la séptima posición. A una sola posición de clasificarse para la Copa UEFA.
Al año siguiente, el Middlesbrough ganó la Copa Anglo-Escocesa inaugural cuando batieron al Fulham en el final. En la liga acabó décimo tercero, pero fue la derrota ante el Manchester City en la semifinal de la Copa de La Liga el resultado más decepcionante de la época de Jack Charlton en el Boro. La temporada siguiente, el equipo acabó duodécimo y cumpliendo su palabra cuando asumió, Jack Charlton renunció tras cuatro temporadas en el club.
John Neal fue el hombre elegido para sustituir a Charlton. Él había llevado al equipo galés Wrexham a los cuartos de final de La Recopa de Europa durante la temporada anterior.
En su primera temporada con el Boro (1977-78), Neal apenas alcanzó la decimocuarta posición en la liga. Y en la FA Cup fueron eliminados en los cuartos de final siendo una gran decepción. Ya que eran favoritos ante el Leyton Orient de la segunda división pero solo empataron 0-0 en casa. Y en el replay, el Leyton Orient triunfó por 2-1.
La siguiente temporada el equipo del Boro hizo vibrar a sus aficionados con su estilo de juego ofensivo que incluyó un triunfo 7-2 contra el Chelsea, pero acabó en la duodécima posición.
Tras 128 años en los que le tocaron más tristezas que alegrías, el Boro llenó de euforia a sus seguidores al conquistar la Copa de la Liga, el primer y hasta aquí único título de su historia. En la final derrotó a Bolton Wanderers por 2 a 1 en el Millennium Stadium de Cardiff.
En la temporada 2005/2006 consiguió llegar a la final de la Copa de la UEFA (actualmente UEFA Europa League) pero fue derrotado por el Sevilla Fútbol Club con un marcador de 4-0 a favor del conjunto español.
En la temporada 2008/2009, acabó decimonoveno, lo que produjo que descendiera a Segunda División.
En la temporada 2014/15 el Boro estuvo muy cerca de volver a la Premier League pero perdió en la Final de los Play Off's de la Football League Championship frente al Norwich City, una temporada después se sacó la espina, el sábado 7 de mayo de 2016 volvió a la máxima categoría del fútbol inglés después de 7 temporadas tras empatar en la última jornada con el Brighton & Hove Albion, acabó segundo por diferencia de gol, justo superando al Brighton. Pero justo la temporada siguiente, la suerte no estaba de su lado, pues descendió a segunda división quedando decimonoveno en la clasificación llevándose consigo una ilusión que solo duró un año.

## Uniforme
- Uniforme titular: Camiseta roja con detalles blancos, pantalón blanco y medias rojas.
- Uniforme alternativo: Camiseta blanca con dos franjas horizontales roja y azul, pantalón azul y medias blancas.

### Evolución del uniforme
| 2009-2010 | 2010-2011 | 2011-2012 | 2012-2013 | 2013-2014 | 2014-2015 | 2015-2016 | 2016-2017 | 2017-2018 |
| 2018-2019 | 2019-2020 | 2020-2021 | 2021-2022 | 2022-2023 | 2023-2024 | 2024-2025 |           |           |

## Estadio
Otros estadios del club: The Archery Ground, Breckon Hill, Swatters Carr Field, Paradise Ground, The Linthorpe Road Ground y Ayresome Park.

## Entrenadores
Entrenadores de Midllesbrough Football Club desde que es un club profesional en 1899.
| Nombre          | Desde | Hasta |
| --------------- | ----- | ----- |
| John Robson     | 1899  | 1905  |
| Alex Mackie     | 1905  | 1906  |
| Andy Aitken     | 1906  | 1909  |
| John Gunter     | 1909  | 1910  |
| Andy Walker     | 1910  | 1911  |
| Tom McIntosh    | 1911  | 1919  |
| Jimmy Howie     | 1920  | 1923  |
| Herbert Bamlett | 1923  | 1926  |
| Peter McWilliam | 1927  | 1934  |
| Wilf Gillow     | 1934  | 1944  |
| David Jack      | 1944  | 1952  |
| Walter Rowley   | 1952  | 1954  |
| Bob Dennison    | 1954  | 1963  |
| Raich Carter    | 1963  | 1966  |

|width="5"| 
|valign="top"|
| Nombre                          | Desde | Hasta |
| ------------------------------- | ----- | ----- |
| Stan Anderson                   | 1966  | 1973  |
| Jack Charlton                   | 1973  | 1977  |
| John Neal                       | 1977  | 1981  |
| Bobby Murdoch                   | 1981  | 1982  |
| Malcolm Allison                 | 1982  | 1984  |
| Jack Charlton                   | 1984  | 1984  |
| Willie Maddren                  | 1984  | 1986  |
| Bruce Rioch                     | 1986  | 1990  |
| Colin Todd                      | 1990  | 1991  |
| Lennie Lawrence                 | 1991  | 1994  |
| Bryan Robson                    | 1994  | 2001  |
| Bryan Robson con Terry Venables | 2000  | 2001  |
| Steve McClaren                  | 2001  | 2006  |
| Gareth Southgate                | 2006  | 2009  |
| Gordon Strachan                 | 2009  | 2010  |
| Tony Mowbray                    | 2010  | 2013  |
| Aitor Karanka                   | 2013  | 2017  |

|}

## Palmarés

### Torneos nacionales (1)

#### Ligas
- Football League Championship / Football League Division One (4): 1926–27, 1928–29, 1973–74, 1994–95.
  - Subcampeón (4): 1901–02, 1991–92, 1997–98, 2015-16.

- Northern League Division One (3): 1893–94, 1894–95, 1896–97.
  - Subcampeón (3): 1890–91, 1891–92, 1897–98.

- Subcampeón Football League Third Division (2): 1966–67, 1986–87.

#### Copas
- Copa de la Liga (1): 2003-04.
  - Subcampeón (2): 1996-97, 1997-98.

- Subcampeón FA Cup: 1996-97.

- Subcampeón Full Members Cup (1): 1989-90.

### Torneos internacionales
- Subcampeón Copa de la UEFA (1): 2005-06.

- Copa Anglo-Escocesa (1): 1976.

- Copa Kirin (1): 1980.